# Molophilus (Molophilus) plebejus
Molophilus (Molophilus) plebejus is een tweevleugelige uit de familie steltmuggen (Limoniidae). De soort komt voor in het Afrotropisch gebied.